# جيرت رودولف
جيرت رودولف (بالإنجليزية: Gert Rudolph)‏ هو سياسي جنوب أفريقي، ولد في 1797، وتوفي في 1851.